# Refinería de La Coruña
La refinería de La Coruña es una infraestructura petrolífera española situada entre los municipios de Arteijo y La Coruña. Las instalaciones son propiedad de Repsol, con sede en Madrid, y tienen una capacidad de refino de 120 000 barriles por día y una superficie de unas 150 hectáreas.

## Historia
En 1961 el Ministerio de Industria autorizó a Marathon Oil Company y a la Compañía Ibérica Refinadora de Petróleos, S.A. (Petroliber) la construcción de una refinería de petróleo en el norte de España. En 1962 se decide construirla en La Coruña. Las regulaciones de 1964 sugirieron una distancia mínima de 2000 metros hasta el centro de población más cercano. Ese terreno baldío que separaba la refinería de la ciudad de La Coruña sería el futuro polígono de A Grela. En sucesivas ampliaciones, la refinería llegó al municipio de Arteijo. La refinería fue inaugurada el 11 de septiembre de 1964. 
En 1985 las instalaciones pasaron a manos de la estatal ENPETROL, que ese mismo año había absorbido a Petroliber. Cruzando la ciudad desde el puerto hasta la refinería hay 14 tuberías con un diámetro de 15 cm a 60 cm. Un oleoducto de 6,5 km que atraviesa la ciudad para llevar petróleo del puerto a la refinería y productos refinados de la refinería al puerto. Repsol tiene la concesión de la terminal petrolera del puerto de La Coruña hasta 2027 y aún no ha fijado fecha para su traslado a Punta Langosteira, Arteijo.